# Pyronia ida
Pyronia ida är en fjärilsart som beskrevs av Eugen Johann Christoph Esper 1784. Pyronia ida ingår i släktet Pyronia och familjen praktfjärilar. Inga underarter finns listade.